# Bak Izrael
Bak Izrael (Back Izrael) (Vágújhely, 1840. január 6. – Budapest, 1894. január 15.) rabbi, nyelvész.

## Élete
Másfél éves volt, amikor szülei Szegedre költöztek. Itt és Makón járt iskolába, utóbbi helyen a híres Ullmann Salamon főrabbi jesivájában tanult. Ezután Pestre utazott, s kereskedőnek tanult, de nem csak héber tanulmányait folytatta, hanem a német és a francia irodalomban is képezte magát. 1857-ben felvették a szegedi római katolikus tanítóképzőbe, majd Prágába ment, ahol rabbidiplomát szerzett. 1860-ban Lőw Lipót főrabbi hitoktatónak alkalmazta Szegeden, később ugyanilyen minőségben Győrben és Szabadkán, majd ismét Szegeden, Pécsen, végül 1869-től kezdve Pesten működött. Tőle ered a leányok konfirmálásának meghonosítása. Bak egymaga látta el a hitoktatást számos középiskolában, a hadapród-iskolában, a fogházakban, a vakok intézetében és az országos nőképzőben.

## Munkái
- Magyar-héber nyelvtan (1865 és 1868)
- Dasz Izrael (Hittani könyv gimnáziumok és reáliskolák számára)
- Emlékül a jövő nemzedéknek (1888)

Ezeken kívül leányok számára több hittankönyvet írt.